# Ścinawa (stacja kolejowa)
Ścinawa – stacja kolejowa w Ścinawie, w województwie dolnośląskim, w Polsce. Według klasyfikacji PKP ma kategorię dworca lokalnego.

## Ruch pasażerski
| Rok  | Wymiana pasażerska na dobę |
| ---- | -------------------------- |
| 2017 | 300-499                    |
| 2022 | 300-499                    |

Pociągi pasażerskie zlecane przez samorząd województwa dolnośląskiego obsługuje wg umowy na lata 2020-2030 kontrolowana przez Skarb państwa spółka Polregio, w relacjach w ramach ciągu Wrocław Główny — Zielona Góra Główna przez Głogów. Od grudnia 2023 obsługę linii przejmują Koleje Dolnośląskie.
Przed dworcem kolejowym w Ścinawie funkcjonują przystanki regionalnej linii autobusowej nr 512 Ścinawa — Lubin.